# Roberto Fiore
Roberto Fiore (Buenos Aires, Argentina, 7 de abril de 1936 - Buenos Aires, Argentina; 9 de julio de 2006) fue un reconocido actor secundario de teatro, cine y televisión argentino, reconocido por sus entrañables personajes.

## Biografía
Roberto Fiore, apodado El Tano Fiore o Pascualino, se dedicó en más de 50 años a la actuación interpretando roles mayormente de reparto en tiras de telenovelas y películas, infantiles, comedias, dramas y policiales. Entre sus numerosos papeles se destacan desde un padre, un abuelo hasta un médico, entre muchos otros.
Con unos anteojos cuadrados y su bigote canoso fueron sus rasgos distintivos a la hora de componer sus personajes. Interpretó numerosos roles en teatro como el protagonista de El Biombo de Jorgelina Louvet que le valió el Premio Bertolt Brecht como Mejor Actor en el Festival Mundial de Pelotas (Brasil). Integró el elenco del Teatro Nacional Cervantes en donde realizó numerosas obras tales como: Mamá Culepina, Los silencios de Pedro Vargas, El abanico, Hamlet, Martín Fierro, Edipo Rey, El sombrero de paja de Italia, El conventillo de la Paloma y Edipo en Colono. También podemos recordar el tío Max de Réquiem para un viernes a la noche o su labor en Casino o Morochos de New York. Interpretó, además, al Tano de Tu cuna fue un conventillo, trabajo por el que ganó el premio Carlos Mejor Actor de reparto, e incluso al Tevvy de El violinista en el tejado, reemplazando nada menos que a Pepe Soriano en la gira internacional. Entre muchos otros, integró los elencos de Rumores (dirección Ricardo Darín), Y mis pantalones, dónde están?, Tovarich (con Mirtha Legrand (dirección Rodolfo Graziano), Zorba, el griego, Lo que me costó el amor de Laura de Alejandro Dolina, El Gran Dios Kurt, entre otras. Fue nominado al Premio Estrella de Mar como mejor actor de reparto por su labor en Perdidos en Yonkers de Neil Simon con dirección de China Zorrilla. En televisión trabajó en numerosos programas, desde Telecómicos a Peor es Nada, en el que se lució en las cinco temporadas de la mano de su amigo, Jorge Guinzburg, como así también en Tres Tristes Tigres del Trece. Sin embargo, su labor televisiva abarcó programas tan variados como La Mujer del presidente, La barra de Alejandro Dolina, Un cortado historias de café, Brigada Cola, Cosa Juzgada, Los cien días de Ana, Celeste, siempre Celeste, Montaña Rusa, Los Buscas, Amigovios, Floricienta, Gasoleros, Mujeres asesinas, etc. Falleció a los setenta años, víctima de un infarto. Es padre de la autora televisiva y teatral Gabriela Fiore.

## Vida privada
Estuvo casado por varias décadas con Celia Camús, actriz, con quien tuvo a su hija la autora y directora Gabriela Fiore. Tuvo de yerno al actor y director Jorge Nolasco (1958-2017).

## Cine
- 1971: Romeo y Julieta con Daniel Fanego y Andrea del Boca.
- 1973: Paño verde.
- 1984: Cuarteles de invierno de Lautaro Murúa.
- 1985: La búsqueda, protagonizado por Rodolfo Ranni, Luisina Brando y Andrea Tenuta.
- 1987: Sledy oborotnya.
- 1989: Corps perdus con Laura Morante, Gerardo Romano y María Vaner.
- 1999: Alma mía en el papel del padre de Valeria (Adriana Salonia) protagonizada por Araceli González y Pablo Echarri.
- 2006: Sensaciones (historia del Sida en la Argentina).

## Televisión
En televisión se desempeñó en varias telenovelas y programas humorísticos y melodramáticos con grandes como Jorge Guinzburg, Hilda Bernard y Juan Leyrado:
- 1970: Una vida para amarte como Solano, telenovela protagonizada por Gabriela Gili y Juan Carlos Alarcón.
- 1985: Duro como la roca... frágil como el cristal junto a Selva Alemán y Pablo Alarcón.
- 1985: Momento de incertidumbre junto a grandes como Rodolfo Ranni, Hilda Bernard y Max Berliner.
- 1990-1994: Peor es nada.
- 1991: El árbol azul con Mónica Gonzaga y Carlos Muñoz.
- 1991: Tato, la leyenda continúa
- 1991: Celeste como Ramón.
- 1992: Brigada Cola invitado especial.
- 1995: Amigovios  como Don Américo.
- 1996: Tres tristes tigres.
- 1996: Como pan caliente por Canal 13.
- 1996: Verdad Consecuencia en el papel de Pedro, ambos en 1996.
- 1998: Gasoleros por Canal 13.
- 1998: Alas, poder y pasión, en el papel del padre de Magdalena de niña (María Vaner).
- 1999: Muñeca brava junto a Natalia Oreiro y Facundo Arana.
- 2000: Los buscas de siempre, en el rol de Coco Santana, el padre del Beto Santana (Sebastián Estevanez).
- 2001: Culpables, apareciendo en el capítulo 30 como Adolfo Trimarco, el padre de Daniela (Gabriela Toscano).
- 2002: Juego de Opuestos: Las reglas de la conquista.
- 2003: Abre tus ojos, protagonizada por Romina Yan e Iván Espeche en el personaje de Manuel.
- 2005: Hombres de honor, interpretando a Adolfo, el padre de Eva (Carina Zampini).
- 2006: Sensaciones: Historia del SIDA en la Argentina.[1]

## Teatro
En el teatro se destacó en el Teatro Nacional Cervantes y el Teatro General San Martín, tanto en el ámbito dramático, humorístico y musical:
- Perdidos en Yonkers dirigido por China Zorrilla.
- Van Gogh de Pacho O'Donnell
- El Diez: entre el cielo y el infierno
- Zorba
- El violinista en el tejado
- Club Casino
- El Zorro III con Fernando Lúpiz
- El corchito
- El conventillo de la Paloma (1980)
- El enfermo imaginario (1981)

## Premios
- Ganador del Premio Bertolt Brecht Mejor Actor Protagónico Festival Internacional de Pelotas (Brasil).
- Ganador del premio Carlos Mejor Actor de reparto por Tu cuna fue un conventillo.
- Nominado Mejor actor de Reparto por Perdidos en Yonquers. (Dirección, China Zorrilla)
- En el 2005 le fue entregado el Premio Podestá a la trayectoria de la Asociación Argentina de Actores.[2]